# ریچارد شیکل
ریچارد وارن شیکل (انگلیسی: Richard Warren Schickel؛ ۱۰ فوریهٔ ۱۹۳۳ – ۱۸ فوریهٔ ۲۰۱۷) روزنامه‌نگار، منتقد سینما و ادبیات، فیلم‌ساز مستند، کارگردان، تهیه‌کننده و فیلم‌نامه‌نویس اهل ایالات متحده آمریکا بود.